# Poliziotto - Solitudine e rabbia
Poliziotto - Solitudine e rabbia è un film del genere poliziesco all'italiana del 1980 diretto da Stelvio Massi.
Il film, co-prodotto con la Germania Ovest, fu la sesta ed ultima collaborazione tra Maurizio Merli e Massi.

## Trama
Dopo l'uccisione, da parte di una organizzazione mafiosa, di due industriali in visita in Italia, a Venezia, un ex poliziotto di nome Nicola Rossi detto Nick (che ha lasciato la polizia dopo la morte della moglie) viene convinto da un suo amico e collega ancora in servizio a proteggere un industriale tedesco anch'egli in visita nel paese per stringere rapporti commerciali con una vetreria di Murano. Quest'ultimo muore comunque, ma Nicola cattura il killer e, fingendosi esso, parte per Berlino Ovest. Lì riuscirà a far uscire allo scoperto l'organizzazione, ma nonostante il capo riesca a fuggire su un aereo privato, morirà ucciso da Nicola.

## Produzione
Il film è frutto di una co-produzione tra Italia (Simba Film) e l'allora Germania Ovest (CCC Filmkunst), ambientato tra Venezia e Berlino Ovest; gli interni furono girati negli stabilimenti berlinesi della CCC Filmkunst.
Il suo titolo provvisorio durante la lavorazione era Poliziotto va' e uccidi.

## Distribuzione
Il film venne distribuito nel circuito cinematografico italiano il 22 agosto 1980.
In Germania Ovest, paese co-produttore, il film arrivò nelle sale il 20 febbraio 1981 con il titolo Zwei knallharte Profis.
Uscì in seguito anche nei paesi anglofoni con il titolo The Rebel.
In Francia arrivò solo il 23 aprile 1986 direttamente in formato VHS per il circuito home-video, con il titolo Un flic rebelle.

## Accoglienza
Il film ebbe un discreto successo di pubblico, incassando 508 000 000 di lire dell'epoca, nonostante il filone poliziottesco fosse già da tempo entrato nella sua fase decadente.